# 吉瓦提步兵旅

1948年的部隊袖章

現部隊袖章

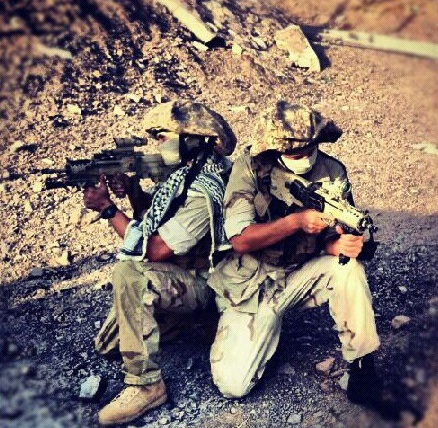
吉瓦提步兵旅的特種作戰單位

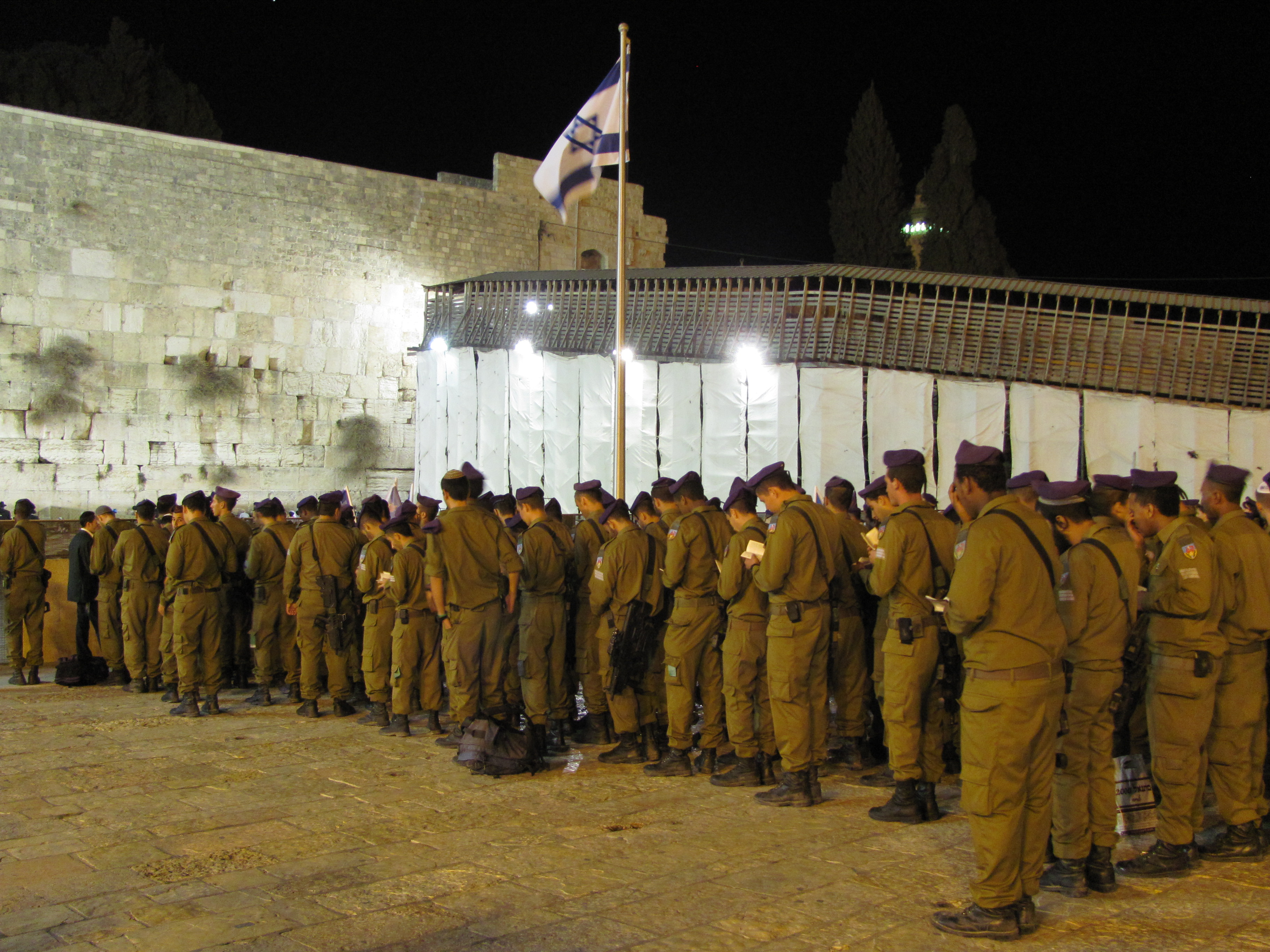
2010年正在西牆禱告的吉瓦提旅官兵

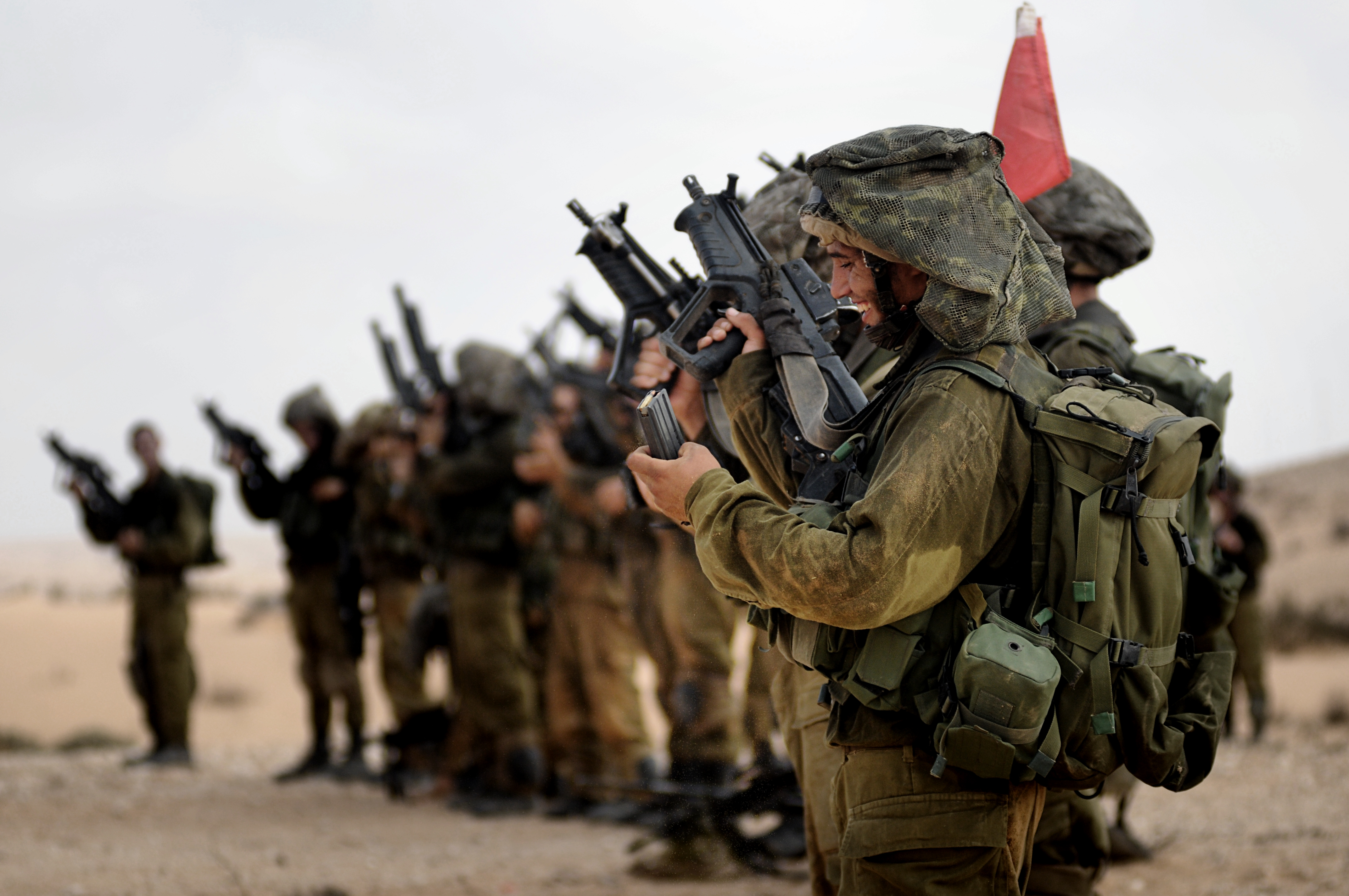
2009年正在演習的吉瓦提旅偵察連

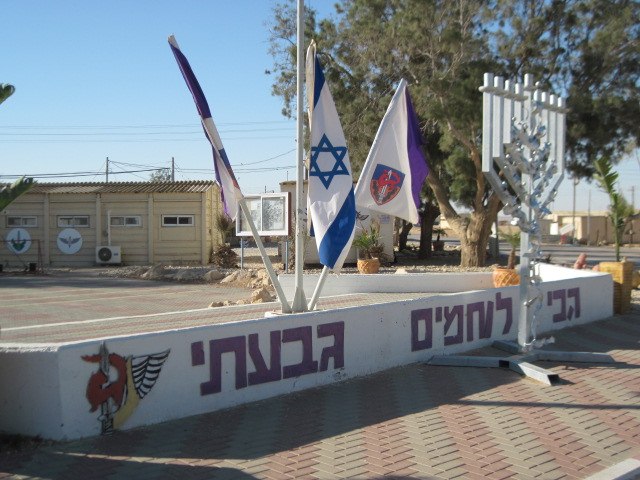
吉瓦提步兵旅訓練基地

第84吉瓦提步兵旅（希伯來語：חטיבת גבעתי）是以色列国防军的精锐兩棲部隊及以色列陸軍中历史最悠久的部队之一，於1947年組建，1948年12月成為以色列首批组建的6个正规步兵旅之一（当时編号為第5步兵旅），曾參與以色列独立战争。1956年，部隊被改為預備旅，並於1982年重建。吉瓦提步兵旅和戈蘭尼旅被公認為以色列國防軍兩大王牌。

## 戰鬥序列
- 第 424 步兵營
- 第 432 步兵營
- 第 435 步兵營
- 「Tomer」步兵連（以色列國防軍中第一支信奉哈雷迪猶太教的部隊）
- 第 846 步兵營
  - 突襲部隊偵察連[1]
  - 突襲部隊連[2]
  - 反坦克及偵察部隊

## 歷史
吉瓦提步兵旅成立於1947年12月，由西蒙·阿維丹 (Shimon Avidan) 指揮。在第一次以阿戰爭中，該旅參與了以色列中部地區的行動（哈梅茲、巴拉克和普萊謝特行動）。在巴拉克行動期間，該旅在阿布舒沙村進行屠殺，造成約60名居民死亡。。當戰爭進入第二階段，部隊改稱為第5旅，並被派往南部，其中一個營在耶路撒冷前線作戰，並參加了納赫雄行動和拉特倫戰役。
隨後以色列宣布獨立，部隊改由5個營（第51、52、53、54、55營）組成。1948年5月30日，伊爾貢退伍軍人組成的第57營成立，為普萊謝特行動做準備。 其後，該旅或其部分部隊參加了尼扎尼姆戰役、安法爾行動、約阿夫行動等。1956年，部隊改建為預備旅，其第51步兵營轉入戈拉尼旅。

### 1980-90年代
在1980年代，吉瓦提步兵旅被重建為機械化步兵旅，並於1983年開始訓練兩棲作戰。當時該旅曾被打算改為海軍陸戰隊，但並未實現。1986年，該旅的紫色貝雷帽被正式批准。自1999年以來，其一直隸屬於以色列南方司令部。

### 2000-2003年
自2002年起，吉瓦提旅被部署在加薩走廊。其後該旅因在打擊阿克薩起義的最後兩年期間在伊馬德·法雷斯（Imad Fares）的指揮下的英勇表現而被授予榮譽勳章。在此期間，吉瓦提曾在加薩走廊進行了數千次行動。

### 2004年
該旅繼續在加薩地帶開展行動。期間，部隊的戰鬥工兵排和偵察營曾因為成功打擊拉法走私隧道的活動而獲得了榮譽稱號，
2004年5月11至12日，吉瓦提工兵營的兩輛裝甲運兵車分別在加薩市區以及拉法邊境被巴勒斯坦武裝分子摧毀，造成11名士兵喪生。伊斯蘭聖戰武裝分子奪取部分士兵遺體，引起以色列的憤怒。最終在國際壓力及以軍的軍事行動下，遺體回歸以巴列。
再有兩名士兵在拉法被殺後，以色列發動彩虹行動，目標摧毀拉法的恐怖組織設施、走私隧道並阻止非法飛彈走私，吉瓦提旅參與其中。
2004年下半年，部隊出現一系列醜聞2004年10月，部隊一名德魯茲教軍官在拉法殺害13歲巴勒斯坦女孩伊曼·哈姆斯 (Iman al-Hams) 而受審，最後被軍事法庭宣判無罪。2004年9月，一名軍官在巴勒斯坦槍手偷襲莫拉格定居點並殺死三名以軍士兵後被撤職。

### 2005年
2005年9月12日，作為以色列撤離加薩計劃的一部分，吉瓦提旅離開加沙地帶，並於一個月前強行驅逐了居住在加沙地帶的22 個社區內約8,000名猶太定居者。這標誌著以色列國防軍在加薩走廊長達38年的駐守結束。如今，有兩個營駐紮在加薩走廊外，第三個營駐紮在北部邊境。

### 2006年
2006年6月27日，為針對哈馬斯綁架吉拉德·沙利特下士，以色列國防軍在加薩走廊發動攻勢，擊退不斷向加薩郊外以色列城鎮發射的火箭彈，迫使哈馬斯釋放沙利特。吉瓦提與戈拉尼旅參與其中，但未能救回沙利特。最終以色列與巴勒斯坦於11月26日達成停火協議並撤軍。
2006年8月，吉瓦提旅成為以軍首支裝備IMI TAR-21突擊步槍的部隊。

### 2008年
吉瓦提旅作為主力部隊參與了熱冬行動及鑄鉛行動的地面階段。

### 2012年
2012年11月，吉瓦提旅參與了雲柱行動。

### 2014年
2014年夏天，吉瓦提旅參與保護邊緣行動。在72小時停火期間，該旅偵察連的部分人員在靠近埃及邊境的加薩南部城市拉法與哈馬斯士兵發生了短暫的衝突，導致該旅三名士兵在交火中喪生。
在行動中，屬吉瓦提旅的哈達爾·戈爾丁（Hadar Goldin）中尉被哈馬斯士兵抓獲並帶入一個地道，副連長帶領一小群士兵攻入地道，但最終未能成功營救戈爾丁，後來被稱為「黑色星期五」。得知戈爾丁被俘後，以色列國防軍發出漢尼拔指令，對拉法市進行無差別式的空中和地面攻擊。最終，以色列國防軍宣布戈爾丁死亡，對其進行猶太葬禮和哀悼儀式，並埋葬遺體。在此次事件中，嘗試救出戈爾丁的副連長被授予以色列最高軍事榮譽，陪同他進入隧道的士兵也獲得軍事嘉獎。因此，吉瓦提旅是2014年以色列國防軍中獲得最多榮譽的旅。
但在2015年夏天，聯合國獨立委員會的調查以及國際特赦組織和法證建築組織的聯合報告發現，以色列在「黑色星期五」中的暴力行為已構成戰爭罪。報告詳細描述了以色列的大規模轟炸，造成135至200名巴勒斯坦平民死亡，其中包括75名兒童。

### 2015年
2015年1月，吉瓦提旅第432營的一支車隊在舍巴農場遭到真主黨襲擊。

### 2020年
2020年，吉瓦提旅開始配備納格馬科恩裝甲運兵車。

### 2022年
2022年11月，吉瓦提旅士兵被指控在耶路撒冷和西岸作出虐待平民的行為，包括向帶領朝聖的亞美尼亞基督教大主教吐口水（兩名士兵被警察拘留）、在希伯倫毆打以色列人權活動人士（兩名士兵被停職）以及襲擊一名巴勒斯坦人男子（三名士兵被停職）。雖然以色列國防軍參謀長阿維夫·科扎維聲稱「此類事件玷污了該士兵所服役的部隊、以色列國防軍和以色列國」，但以色列國防軍候任部長和國家安全部長伊塔馬·本-格維爾則敦促以色列國防軍在是否懲罰士兵的問題上應「三思而後行」，質疑他們是否被「激怒」，並聲稱對他們進行紀律處分「削弱了士兵的力量，且沒有增強他們在反恐鬥爭中的力量」。

## 外部連結
- Official Givati Brigade Website （页面存档备份，存于） （希伯來語）
- Five 1948 Givati Brigade Casualties ID after 59 years